# Svenska Ido-förbundet
Svenska Ido-förbundet bildades 21 april 1911 i Stockholm och anslöts till Uniono por la linguo internaciona - ULI. Svenska Ido-förbundets syfte var att i Sverige främja användningen av det internationella hjälpspråket Ido.
Under 1930-talet var Svenska Ido-förbundet en av de största sammanslutningarna i Sverige som arbetade för världsspråkstanken med ca 200 utövare och ca 100 stödjande medlemmar . Förbundet utgav läroböcker, lexikon, tidskrifter och trycksaker. Bland tidskrifterna kan nämnas Komuniki (1964-1988)  Svensk Världsspråkstidning 1925-59  och Mondo 1912-34 .
På grund av vikande medlemstal beslutades att upplösa förbundet vid ett extra årsmote i Stockholm 2 augusti 1996. I samband med mötet bildades Ido-stiftelsen för språkforskning till Hellmut Röhnisch minne. Hellmut Röhnisch var Svenska Ido-förbundets siste ordförande.